# 徳島県道191号富岡港南島線
徳島県道191号富岡港南島線（とくしまけんどう191ごう とみおかこうみなみじません）は、徳島県阿南市を通る一般県道である。

## 概要
辰巳工業団地を起点とするが、西に進むと、道がだんだん狭くなる。

### 路線データ
- 起点：阿南市辰巳町
- 終点：阿南市上中町南島（徳島県道130号大林津乃峰線交点、徳島県道282号大井南島線終点）
- 距離：7.790 km（うち重用区間2.079 km）[1]

## 歴史
- 1972年（昭和47年）3月10日 - 認定。

## 路線状況

### 重複区間
- 徳島県道27号阿南那賀川線・徳島県道141号大林那賀川阿南線（阿南市那賀川町大京原）

## 地理

### 通過する自治体
- 徳島県
  - 阿南市

### 交差する道路
| 交差する道路                                                                     | 交差する場所             | 交差する場所 |
| -------------------------------------------------------------------------------- | ------------------------ | ------------ |
| 国道55号 / 阿南道路                                                              | 住吉町東畭（ひがしばり） |              |
| 徳島県道27号阿南那賀川線 重複区間起点 徳島県道141号大林那賀川阿南線 重複区間起点 | 那賀川町大京原           |              |
| 徳島県道27号阿南那賀川線 重複区間終点 徳島県道141号大林那賀川阿南線 重複区間終点 | 那賀川町大京原           |              |
| 徳島県道130号大林津乃峰線 徳島県道282号大井南島線                                | 上中町南島               | 終点         |

### 交差する鉄道
- 牟岐線

### 沿線
- 辰巳工業団地